# Dissonância cognitiva

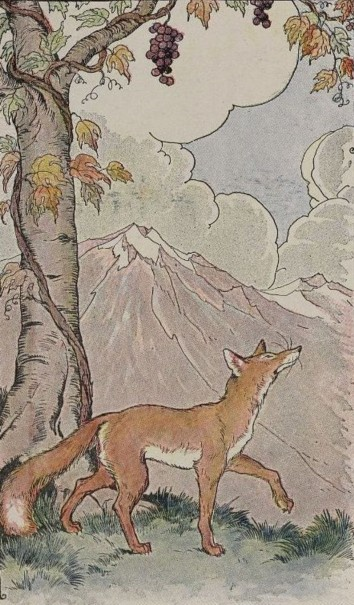
A Raposa e as Uvas, de Esopo. Quando a raposa percebe que não consegue alcançar as uvas, ela decide que não as quer de qualquer modo, um exemplo da formação adaptativa de preferências, com o objetivo de reduzir a dissonância cognitiva.

O conceito de dissonância cognitiva remete à necessidade, do indivíduo, de procurar coerência entre suas cognições (conhecimento, opiniões ou crenças). A dissonância ocorre quando existe uma incoerência entre as atitudes ou comportamentos que acredita serem certos e o que realmente é praticado.
Inicialmente desenvolvida por Leon Festinger (1957), professor da New School for Social Research de Nova York, a teoria da dissonância cognitiva sustenta que um indivíduo passa por um conflito no seu processo de tomada de decisão quando pelo menos dois elementos cognitivos não são coerentes. Em outras palavras, quando uma pessoa possui uma opinião ou um comportamento que não condiz com o que pensa de si, das suas opiniões ou comportamentos, ocorre uma dissonância. Quando os elementos dissonantes são de igual relevância ou importantes para o indivíduo, o número de cognições inconsistentes determinará o tamanho da dissonância. Sweeney, Hausknecht e Soutar (2000) sugerem que a teoria da dissonância cognitiva criou um paradoxo, pois trata-se de um constructo emocional que leva a palavra “cognitivo” no nome. No estudo, os autores defendem que a dissonância cognitiva inclui tanto elementos cognitivos como elementos emocionais: “Como Festinger descreve, é um estado psicologicamente desconfortável, mas gerado por cognições inconsistentes” Em síntese, a dissonância cognitiva é um construto cognitivo e emocional, que resulta em um estado de desconforto, angústia e/ou ansiedade causada quando há inconsistência entre as cognições. A magnitude da dissonância varia conforme a importância e discrepância entre as cognições. Uma vez que a dissonância cognitiva é disparada, o indivíduo irá acionar mecanismos psicológicos diversos para reduzir ou eliminar a dissonância.

## Formas de eliminar a Dissonância
Quando ocorre uma dissonância o indivíduo entra em um conflito íntimo e esforça-se para estabelecer um estado de consonância ou consistência consigo e o ambiente em que está inserido. Para tentar diminuir ou eliminar a dissonância existem três formas:
A teoria da dissonância cognitiva afirma que cognições contraditórias entre si servem como estímulos para que a mente obtenha ou produza novos pensamentos ou crenças, ou modifique crenças preexistentes, de forma a reduzir a quantidade de dissonância (conflito) entre as cognições. 
| 1) | Relação dissonante  | O indivíduo tenta substituir uma ou mais crenças, opiniões ou comportamentos que estejam envolvidos na dissonância. |
| 2) | Relação consonante  | O indivíduo tenta adquirir novas informações ou crenças que irão aumentar a consonância.                            |
| 3) | Relação irrelevante | O indivíduo tenta esquecer ou reduzir a importância daquelas cognições que mantêm a situação de dissonância.        |

A dissonância pode resultar na tendência de confirmação, a negação de evidências e outros mecanismos de defesa do ego. Quanto mais enraizada nos comportamentos do indivíduo uma crença estiver geralmente mais forte será a reação de negar crenças opostas.
Em defesa ao ego, o humano é capaz de contrariar mesmo o nível básico da lógica, podendo negar evidências, criar falsas memórias, distorcer percepções, ignorar afirmações científicas e até mesmo desencadear uma perda de contato com a realidade.(surto psicótico). 
1. ↑  Elster, Jon. Sour Grapes: Studies in the Subversion of Rationality. Cambridge 1983, p. 123ff.
2. ↑  Festinger, L. (1957). A Theory of Cognitive Dissonance. Stanford, CA: Stanford University Press.
3. ↑  Sweeney, Jillian C.; Hausknecht, Douglas; Soutar, Geoffrey N. (maio de 2000). <369::aid-mar1>3.0.co;2-g «Cognitive dissonance after purchase: A multidimensional scale». Psychology and Marketing. 17 (5): 369–385. ISSN 0742-6046. doi:10.1002/(sici)1520-6793(200005)17:5<369::aid-mar1>3.0.co;2-g

## Significado
dis·so·nân·ci·a [substantivo feminino] 1. Simultaneidade ou sucessão de dois ou mais sons desarmoniosos; 2. Desproporção desagradável; 3. Incoerência; 4. Desconcerto; má combinação (falando de estilo, belas-artes, etc.). Priberam
cog-ni-ti-vo [adjetivo] Refere-se à capacidade de adquirir ou de absorver conhecimentos; Diz respeito ao conhecimento, à cognição; Linguística; Que se refere aos mecanismos mentais pelos quais um indivíduo se vale ao utilizar sua percepção, memória, razão; Psicologia;
Que faz referência aos mecanismos mentais presentes na percepção, no pensamento, na memória, na resolução de problemas. 
(Etm. do latim: cognitus + ivo) Dicionário Português Online 

## Exemplos
A Raposa e as Uvas
Uma ilustração clássica de dissonância cognitiva é expressa na fábula "A Raposa e as Uvas" por Esopo (cerca de 620-564 a.C.). Na história, uma raposa vê algumas uvas e quer comê-las. Quando a raposa é incapaz de pensar em uma maneira de alcançá-las, decide que não vale a pena comer, com a justificativa de que as uvas, provavelmente, não estão maduras ou que são azedas (daí a frase comum "uvas verdes"). A moral que acompanha a história é "Qualquer tolo pode desprezar o que ele não pode ter". Este exemplo segue um padrão: um deseja algo, considera inatingível, e reduz a própria dissonância por criticá-lo. Jon Elster chama esse padrão de "formação de preferências adaptativa".

### No ambiente Organizacional
Outro exemplo, é a relação que o indivíduo possui em seu ambiente organizacional. Se a cultura da empresa não condiz com os valores e crenças do indivíduo ocorre a dissonância e o relacionamento entre as partes pode ser prejudicado ou rompido se esta não for eliminada. Sendo assim a escolha de uma organização para se trabalhar vai muito além de aspectos financeiros, o ideal é que seja feita uma análise sobre quais são os valores da empresa para verificar se são consonantes com os do indivíduo que pretende fazer parte daquela organização.

## Modelo Ação-Motivação
A teoria original de Festinger não procurou explicar como a dissonância funciona. Por que a inconsistência é tão aversiva? O modelo de ação-motivação busca responder a essa pergunta. Propõe que inconsistências na cognição de uma pessoa causem estresse mental, pois a inconsistência psicológica interfere no funcionamento da pessoa no mundo real. Entre as formas de lidar, a pessoa pode optar por exercer um comportamento que seja inconsistente com sua atitude atual (uma crença, um ideal, um sistema de valor), mas depois tentar alterar essa crença para ser consoante com um comportamento atual; a dissonância cognitiva ocorre quando a cognição da pessoa não corresponde à ação tomada. Se a pessoa mudar a atitude atual, após a dissonância ocorrer, ela é obrigada a se comprometer com esse curso de comportamento.

## Dissonância no Comportamento do Consumidor
Na década de 1970 os estudos de dissonância cognitiva popularizaram-se tendo o comportamento do consumidor um assunto em relevância, e, mais recentemente nos anos 2000 foi retomado. Considerando que a dissonância cognitiva é estimulada a partir de cognições inconsistentes, entende-se que no comportamento do consumidor ela acontece no momento pós-compra (KOLLER; SALZBERG, 2007). A compra de um produto sempre envolve a escolha de uma coisa  em detrimento de outra, o que implica em dissonância pós decisão. Como o consumidor faz a rejeição de uma opção de produto, após a compra ele tem a necessidade de saber se fez a escolha certa; então, é responsabilidade da organização comunicar-se com este cliente e prover informações necessárias para  ajudar   sua consonância.
A partir de um estudo das publicações que abordavam a dissonância cognitiva em comportamento do consumidor, Cummings e Venkatesa (1976) defendem que a dissonância cognitiva pós-compra acontece em maior grau quando a escolha é irrevogável e quando o consumidor tem alto envolvimento (percepção de decisão importante). Os autores ainda esclarecem que “(...) é esperado que a magnitude da dissonância influencie a mudança de atitude e/ou comportamento pós-compra, mas não impede a busca de informações pós-compra” (p. 306, tradução livre). Por exemplo, Keng e Liao (2013) verificaram que a dissonância  cognitiva pós-compra pode diminuir a satisfação e as chances de recompra. Para os autores, a dissonância acontece tanto após a compra quanto após o uso do produto.

## Como mudar crenças
Mudar crenças disfuncionais enraizadas é uma das principais partes da terapia e expor as ideias conflitantes diretamente gera uma dissonância cognitiva muito desconfortável e pouco eficaz para mudar crenças. Por isso, ao invés de dar ordens, os psicoterapeutas frequentemente se focalizam em fazer perguntas que levem o paciente a refletir guiando para conclusões mais saudáveis, respeitando o papel ativo do paciente.

## Paradigmas
Existem quatro paradigmas teóricos sobre a dissonância cognitiva, sobre o estresse mental sofrido por pessoas expostas a informações inconsistentes às crenças individuais, ideais ou valores: (1) a refutação da crença: o que acontece depois de uma pessoa agir de maneira inconsistente em relação ao seus ou suas perspectivas intelectuais anteriores; (2) a conformidade induzida: o que acontece depois que uma pessoa toma decisões; (3) a livre escolha: quando uma escolha é feita, naturalmente surge uma dissonância, pois cada um dos aspectos negativos da alternativa escolhida, e positivos da alternativa refutada, são dissonantes com a decisão tomada; e (4) a justificação de esforço: quais são os efeitos sobre uma pessoa que gastou muito esforço para alcançar um objetivo. Comum a cada paradigma da dissonância cognitiva é o princípio: pessoas investem em uma determinada perspectiva quando são confrontadas para justificar a retenção de uma perspectiva desafiadora.

## Consequências avessas x inconsistências
Durante a década de 1980, Cooper e Fazio argumentaram que a dissonância era causada por consequências aversivas, em vez de inconsistência. De acordo com essa interpretação, a crença de que mentir é errado e prejudicial, não a inconsistência entre cognições, é o que faz as pessoas se sentirem mal. Pesquisas subsequentes, no entanto, descobriram que as pessoas experimentam dissonância mesmo quando sentem que não fizeram nada de errado. Por exemplo, Harmon-Jones e colegas mostraram que as pessoas experimentam dissonância mesmo quando as consequências de suas declarações são benéficas — como quando convencem os alunos sexualmente ativos a usar preservativos, quando eles mesmos não estão usando preservativos.

## Ver Também
- The Brotherhood of the Seven Rays